# Cyriac Gohi Bi Zoro
Cyriac Gohi Bi Zoro, dit Gohi Bi Zoro ou Cyriac, né le 5 août 1990 à Daloa en Côte d'Ivoire, est un footballeur international ivoirien jouant au poste d'attaquant. Il est actuellement sans club, après un bref passage en Turquie dans le club de Sivasspor. Il possède également la nationalité belge depuis sa naturalisation en 2016.
En 2008, il a remporté le titre de meilleur buteur du championnat de D1 de Côte d'Ivoire.

## Biographie
Formé à l'Académie Mimosifcom de 2004 à 2007, il est la grande révélation du Championnat de Côte d'Ivoire lors de la saison 2008 terminant meilleur buteur du championnat ivoirien, pour sa première véritable saison à ce niveau avec 21 buts inscrits, il a même battu le record de buts en 1ère division ivoirienne.
Il est annoncé du côte du LOSC et club anglais de Charlton Athletic, partenaire de l’Académie Mimosifcom depuis 2006. Il signe avec le club anglais mais il ne peut obtenir un permis de travail, indispensable pour jouer en Angleterre. Cyriac est alors au centre d’une polémique entre deux agents : Francis Kakou et Alfred Obrou qui estimaient chacun être son agent officiel. Il déclara alors : « Il faut que je clarifie les choses car cela était vraiment un malentendu et la presse en a fait ses choux gras. J’appartiens à Alfred Obrou qui est mon seul et unique agent avec qui je travaille. »
Il surprend tout le monde et signe en janvier 2009 un contrat portant sur 5 saisons avec le Standard de Liège,champion de Belgique en titre. À son arrivée l’entraîneur  László Bölöni décide de lui laisser un temps d'adaptation et de ne pas le faire jouer, il joue son premier match en championnat contre le Germinal Beerschot en entrant à la 85e minute. 
Pendant la saison 2009-2010, il se contente de bouts de match, titularisé pour la première fois face à SV Zulte Waregem, il marque alors son premier but en match officiel avec le Standard de Liège. Il marque à nouveau lors de sa deuxième titularisation deux semaines plus tard face à la KAA La Gantoise. Barré par la rude concurrence du  trio Milan Jovanović, Igor de Camargo et Dieumerci Mbokani, il jouera tout de même un match de Ligue des champions face à Arsenal (défaite 2-0) durant lequel il fera un bon match sans toutefois trouver le chemin des filets. Malheureusement, les nombreuses blessures durant la saison freinent la progression du jeune attaquant ivoirien, il ne joue que 6 matchs et marque 2 buts. 
Durant la saison 2010-2011, il s'impose dans l'équipe comme un titulaire et forme un redoutable duo d'attaque avec Mohammed Tchité après le départ des trois joueurs cités ci-dessus. Il fait alors parler sa vivacité et son sens du but et marque 8 buts en 18 matchs dont 15 comme titulaire. Le 26 décembre 2010, il se blesse gravement d'une entorse du genou gauche alors qu'il était très en forme. Des examens complémentaires ont confirmé qu'il était victime d'une rupture des ligaments croisés du genou, sa saison est alors terminée.
Au début de la saison 2011-2012 (vers la septième journée) il recommence à être titulaire avec l'attaquant vedette du Standard de Liège Mémé Tchité en donnant une très bonne impression. Il enchaine les matchs et forme selon José Riga (entraineur du Standard de Liège) un des meilleurs duo d'attaquants du championnat de Belgique (et c'est aussi l'avis de plusieurs journalistes et connaisseurs de football). Il réalise notamment une excellente prestation le 30 novembre 2011, contre Hanovre 96 (équipe de Bundesliga), en Ligue Europa, permettant à son équipe d'être première du groupe synonyme de qualification en marquant un but et avec des accélérations très explosives.
Le 2 juillet 2012, il quitte le Standard de Liège pour le club rival du RSC Anderlecht pour 4 ans. Une clause dans le contrat du joueur permet au RSC Anderlecht de conclure le transfert pour un montant de 2 millions d'euros. Dans ce transfert, Anderlecht prend le risque de transférer un joueur blessé, en effet lors de la signature du contrat, l'ivoirien se remet d'une opération des ligaments du genou droit qui devrait le tenir écarté des terrains jusqu'à la fin du premier tour. Malgré les sollicitations d'autres clubs étrangers, Cyriac a cependant choisi de rester en Belgique, afin de disposer à l'été 2013 d'un passeport belge. Après cinq années de résidence en Belgique, ce document lui permettra de contourner les législations limitant le nombre de joueurs extra-communautaires dans certains pays européens.
Le 31 janvier 2017, il est prêté à Fulham FC.
Le 15 août 2017, il signe un contrat de trois avec le club turc de Sivasspor.

## Clubs
- 2007-jan. 2009 :  ASEC Abidjan
- fév . 2009-2012 :  Standard de Liège
- 2012-2015 :  RSC Anderlecht
- 2015-2017 :  KV Ostende
  - depuis fév. 2017 :  Fulham FC (Prêt)
- 2017 :  Sivasspor

## Palmarès
- Vice-champion de Côte d'Ivoire 2008 avec l'ASEC Mimosas
- Champion de Belgique 2009 avec le Standard de Liège
- Vice-champion de Belgique en 2011 avec le Standard de Liège
- Coupe de Belgique 2011 avec Standard de Liège.
- Supercoupe de Belgique 2013 avec le RSC Anderlecht
- Champion de Belgique 2014 avec le RSC Anderlecht
- Supercoupe de Belgique en 2014 avec le RSC Anderlecht

## Distinctions personnelles
- Meilleur joueur de la Ligue 1 ivoirienne 2008[5]
- Meilleur buteur de la Ligue 1 ivoirienne 2008 (21 buts en 23 matchs)[5]